# الکتریسیته زمین‌گرمایی

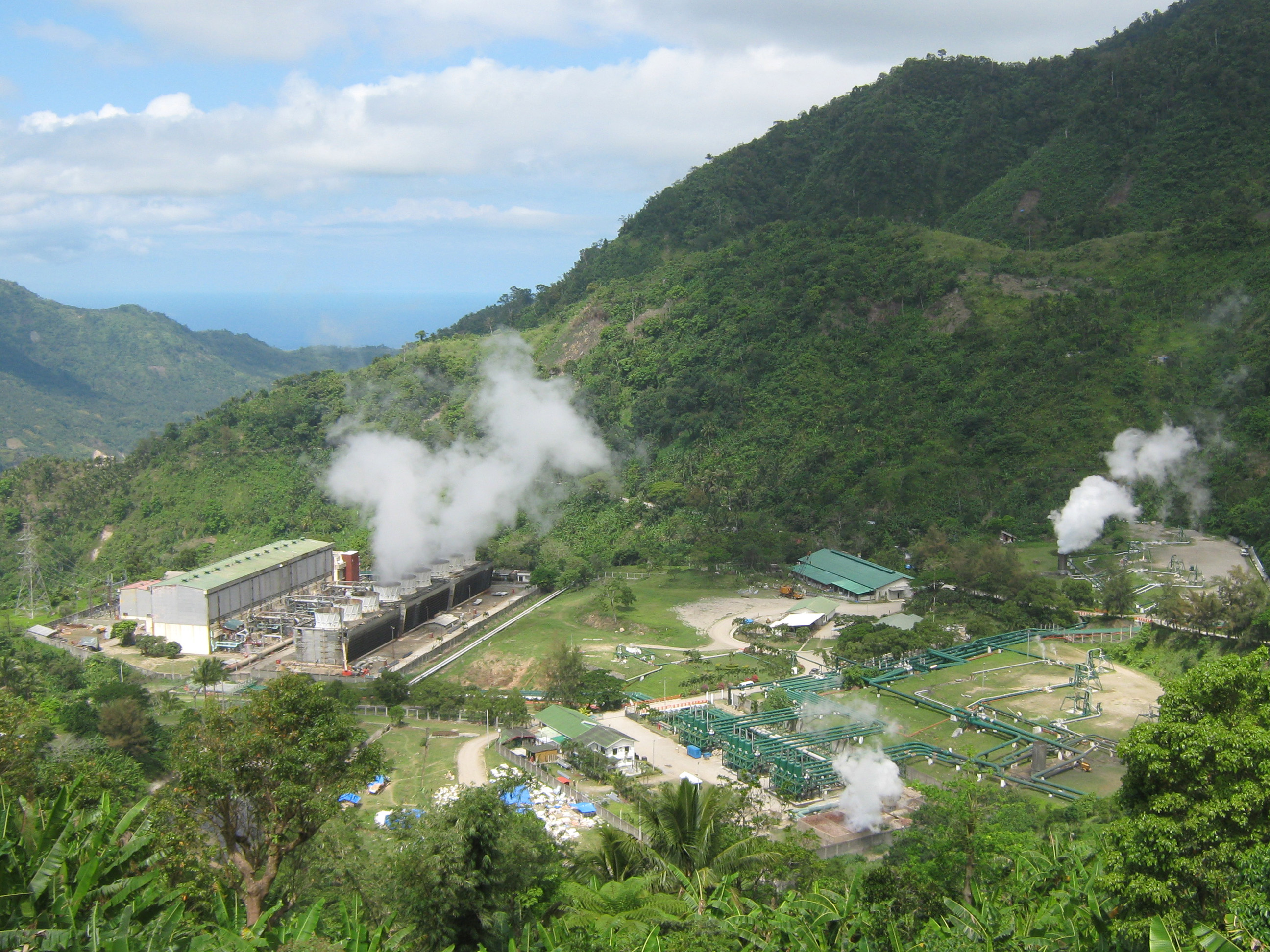
نیروگاه زمین‌گرمایی در نگرو شرقی فیلیپین.

الکتریسیته زمین‌گرمایی به تولید انرژی الکتریکی از انرژی زمین‌گرمایی اطلاق می‌شود. فناوری مورد استفاده در این طرح‌ها شامل نیروگاه‌های بخار خشک، نیروگاه‌های تبدیل به بخار سیال(Flash Steam)، نیروگاه چرخه دوگانه است. در حال حاضر ۲۴ کشور جهان از انرژی زمین‌گرمایی برای تولید برق استفاده می‌کنند، در حالی که حرارت زمین‌گرمایی در ۷۰ کشور جهان مورد بهره‌برداری قرار می‌گیرد.
پتانسیل تولید برق از انرژی زمین‌گرمایی از ۳۵ تا ۲٬۰۰۰ گیگاوات برآورد شده‌است. ظرفیت نصب‌شده کنونی در جهان ۱۰٬۷۱۵ مگاوات است که ایالات متحده آمریکا با ظرفیت تولید ۳٬۰۸۶ مگاوات جایگاه نخست و کشورهای فیلیپین و اندونزی در رتبه‌های بعدی قرار دارند.
در کشور ایسلند ۸۷٪ انرژی گرمایی مورد نیاز ساختمان‌ها توسط انرژی زمین‌گرمایی تولید می‌شود.
تولید انرژی زمین‌گرمایی به علت میزان بسیار اندک استخراج انرژی گرمایی در مقایسه با حرارت درونی کره زمین انرژیی پایایی در نظر گرفته می‌شود.
شدت انتشار گازهای گلخانه‌ای در نیروگاه‌های زمین‌گرمایی موجود به‌طور متوسط ۱۲۲ کیلوگرم کربن دی‌اکسید (CO
۲) به ازای هر مگاوات ساعت انرژی الکتریکی است که حدود یک هشتم یک نیروگاه با سوخت زغالی معمولی است.

## تاریخچه

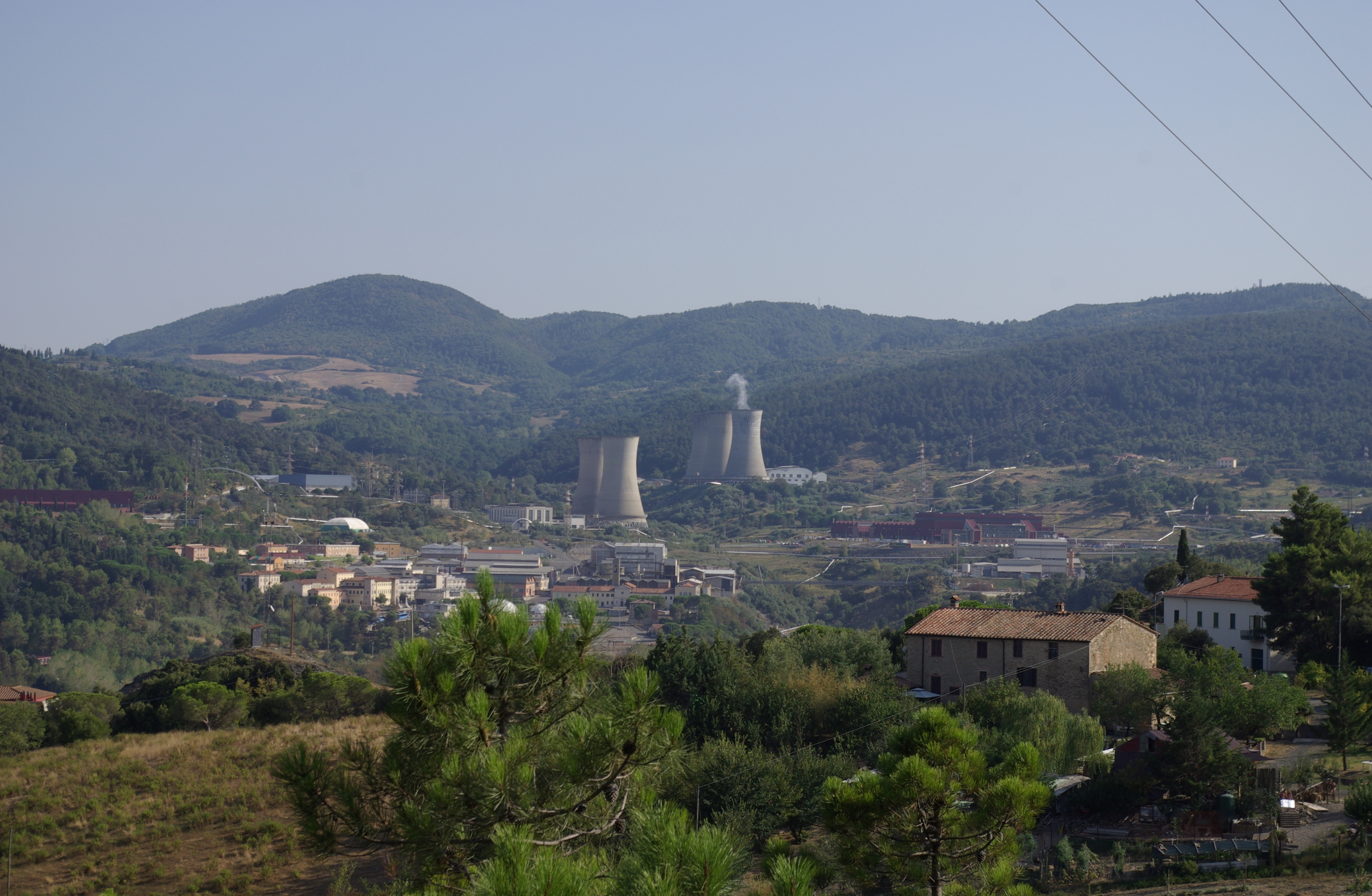
نیروگاه زمین‌گرمایی لاردالرو در ایتالیا.

تاریخ اولین استفاده از انرژی زمین گرمایی به شاهزاده پیرو گینوری کونتی در ایتالیا بازمی‌گردد. در سال ۱۹۰۴ میلادی برای اولین بار استفاده تجاری از انرژی زمین گرمایی به عنوان یک منبع تولید برق در ایتالیا شروع شد و سپس در سال ۱۹۵۸ نیروگاه زمین‌گرمایی وایراکی در نیوزیلند و در دهه ۱۹۶۰ نیروگاهی در منطقه آتشفشانی آبفشان‌ها (The Geysers) در ایالت کالیفرنیای آمریکا ساخته شد که امروزه بزرگترین نیروگاه زمین گرمایی به‌شمار می‌رود. تا سال ۲۰۰۸ انرژی زمین گرمایی سهمی کمتر از یک درصد از تولید کل انرژی الکتریکی جهان را به خود اختصاص داده.

## انواع استفاده از انرژی زمین گرمایی
نیروگاه‌های زمین گرمایی با توجه به تکنولوژی در دسترس، هزینه ساخت و موقعیت محل از روش‌های مختلفی برای استخراج و تبدیل انرژی زمین گرمایی استفاده می‌کنند.

### نیروگاه زمین گرمایی با دو سیال
سیالی که معمولاً به شکل دو فاز مایع و بخار می‌باشد از چاه‌های زمین گرمایی خارج می‌شود که هرچه تعداد این چاه‌ها بیشتر باشد میزان مایع وبخارخارج شده از چاههاو متناسب با آن میزان تولید برق نیز بیشتر می‌شود. این سیالات در مخزن جداکننده بخار از مایع جمع‌آوری شده و سلیس فاز بخار از مایع جدا می‌شود. بخار جدا شده وارد توربین شده و باعث چرخش پره‌های توربین می‌شود. پره‌ها نیز به نوبه خود محور توربین و در نتیجه محور ژنراتور را به حرارت وا می‌دارند که باعث به وجود آمدن قطب‌های مثبت و منفی در ژنراتور شده و در نتیجه برق تولید می‌شود.

### نیروگاه زمین گرمایی با سیال تک فاز
در این نوع نیروگاه‌ها نیاز به مخزن جداکننده نمی‌باشد زیرا آب گرم وارد مبدل حرارتی شده و حرارت خود را به سیال عامل دیگری که معمولاً ایزوپنتان می‌باشد و نقطه جوش پایین‌تری نسبت به آب دارد منتقل می آند، دراین فرایند ایزوپنتان به بخار تبدیل شده و به توربین منتقل می‌شود که در اینجا توربین و ژنراتور طبق توضیحات فوق می‌توانند برق تولید کنند.

### نیروگاه‌های بخار خشک
این دسته نیروگاه‌ها از آب‌های داغ موجود در پوسته زمین که معمولاً به صورت بخار به سطح زمین می‌رسند استفاده می‌کنند. این بخار مستقیماً وارد یک توربین که به مولد وصل شده می‌شود و از انرژی جنبشی آن برای چرخش توربین استفاده می‌شود. این روش ابتدایی‌ترین روش استفاده از انرژی زمین گرمایی به حساب می‌آید و برای اولین بار در لاردالرو (Lardarello)در ایتالیا و در سال ۱۹۰۴ به کار گرفته شد. این نوع نیروگاه‌ها با وجود بهره‌وری بالایشان آب زیادی را به صورت بخار به همراه مقداری از گازهای مختلف در هوا آزاد می‌کنند.

### نیروگاه‌های تبدیل به بخار سیال(Flash Steam)
در این دسته نیروگاه‌ها از سیال‌های با دما و فشار بالا (دمای بالای ۱۸۲ درجه) استفاده می‌شود. از آنجایی که آب در داخل زمین در تحت فشار بالایی قرار دارد همواره به صورت مایع است. در این دسته نیروگاه‌ها آب بیرون آمده از داخل زمین وارد مخزنی کم فشار می‌شود. پایین بودن فشار داخل مخزن موجب خواهد شد که سیال موجود در مخزن به سرعت بخار شود. سپس از بخار تولید شده برای چرخاندن توربین استفاده می‌شود. در صورتی که مقداری از سیال به صورت مایع در داخل مخزن باقی بماند این مایع در مخزن دوم به بخار تبدیل می‌شود.

### نیروگاه چرخه دوگانه
در این دسته از نیروگاه‌ها امکان استفاده از سیال در دمای پایین‌تر از ۱۸۰ درجه نیز وجود دارد. در این روش آب بیرون آمده از زمین برای گرم کردن سیالی دیگر با دمای جوش پایین مورد استفاده قرار می‌گیرد. گرمای ناشی از آب داغ سیال دوم را به سرعت بخار می‌کند و از این سیال برای چرخاندن توربین استفاده می‌شود. یکی از مزایای این نیروگاه‌ها آزاد نکردن بخار آب در محیط است و از طرف دیگر امکان پیدا کردن منابع زمین گرمایی در دمای پایین‌تر از ۱۸۰ درجه بسیار بیشتر است و به همین دلیل بیشتر نیروگاه‌های زمین گرمایی آینده از این نوع خواهند بود.

## مزایا
استفاده از انرژی زمین گرمایی دارای مزایای متعددی نسبت به استفاده از منابع سوخت‌های فسیلی است ولی مزیت اصلی آن عدم وجود هزینه‌های مربوط به تأمین سوخت است. همچنین از دیدگاه اثرات طبیعی میزان گازهای نامطلوب تولید شده در این نیروگاه‌ها اندک است. از دیگر مزایای این دسته نیروگاه می‌توان به ثابت بودن میزان انرژی استخراج شده در تمامی فصول سال و امکان کارکرد این نیروگاه‌ها به صورت ۲۴ ساعته نیز اشاره کرد. از دید اقتصادی استفاده از منابع زمین گرمایی میزان وابستگی قیمت برق تولیدی به قیمت سوخت‌های فسیلی را هم کاهش می‌دهد.

## معایب
از منظر مهندسی باید به این نکته اشاره کرد که سیال مورد استفاده در نیروگاه‌های زمین گرمایی دارای خاصیت خورندگی در فلزات است و از جهت دیگر پایین بودن دمای سیال (نسبت به سیال در بقیه نیروگاه‌های حرارتی) در طول مسیر انتقال سیال موجب افزایش این خاصیت خورندگی می‌شود. بر طبق اصول ترمودینامیک پایین بودن دمای سیال همچنین موجب محدود شدن بهره‌وری نیروگاه می‌شود. بیشتر انرژی گرمایی استخراج شده تلف می‌شود اما حرارت پایین خروجی نیروگاه را می‌توان در مکان‌های مختلف مانند گلخانه‌ها، خشک کردن الوار یا گرم کردن فضاهای داخلی به کار گرفت.
نگرانی‌های طبیعی مختلفی پیرامون ساخت نیروگاه‌های زمین گرمایی وجود دارد که مهم‌ترین آن کاهش پایداری زمین در مناطق اطراف محل ساخت نیروگاه‌است این عیب در نیروگاه‌های زمین گرمایی پیشرفته به علت تزریق آب در بین سنگ‌هایی که قبلاً با آب تماس نداشته‌اند بیشتر ایجاد می‌شود. این تأثیر به دلیل تزریق آب در زمین به وجود می‌آید. بخار بازگشته از زمین ترکیباتی مانند کربن دی اکسید، گوگرد و... را به همراه خواهد داشت؛ با این حال میزان گازهای آزاد شده حدود ۵٪ مواد منتشر شده به وسیله نیروگاهی فسیلی با همین ظرفیت است. نیروگاه‌های زمین گرمایی می‌توانند با نصب یک سیستم کنترل‌کننده مواد منتشر شده میزان انتشار کربن دی اکسید را به کمتر از ۰٫۱٪ برسانند. آب خارج شده از زمین همچنین حاوی میزان اندکی از عناصر خطرناک مانند جیوه، آرسنیک، آنتیمون و... نیز خواهد بود. در این حالت دفع این آب‌ها به رودخانه‌های یا دریا می‌تواند خطرات زیست‌محیطی را به همراه داشته باشد.
گرچه محل‌های مستعد برای استخراج انرژی زمین گرمایی می‌توانند تا چندین دهه انرژی گرمایی را تأمین کنند ولی سرانجام گرمای استخراجی تمام خواهد شد. برخی این سرد شدن زمین در محل استخراج انرژی را دلیلی بر تجدیدناشدنی بودن این انرژی تفسیر می‌کنند. برای مثال دومین نیروگاه زمین گرمایی جهان از نظر قدمت در Wairakei با مشکل کاهش تولید روبه‌رو شده‌است. با این حال به نظر می‌رسد که این محل‌ها می‌توانند در طول زمان گرمای خود را بازیابند. بر طبق یک تخمین پتانسیل سایت زمین گرمایی واقع در ایسلند انرژی معادل ۱۵۰۰ تراوات یا ۱۵ تراوات در طول صد سال خواهد بود حال آنکه کل تولید برق زمین گرمایی از این سایت در حال حاضر ۱٫۳تراوات در سال است.

## نیروگاه زمین گرمایی در ایران
با توجه به قرار گرفتن ایران در یک کمربند آتشفشانی امکان بهره‌برداری از این انرژی در ایران نیز وجود دارد. نیروگاه زمین‌گرمایی مشگین‌شهر، اولین نیروگاه زمین گرمایی ایران در استان اردبیل و در دامنه کوه سبلان با ظرفیت نهایی بالغ بر ۵۰ مگاوات در حال مطالعه و انعقاد قرارداد جهت احداث می‌باشد. با توجه به تحقیقات انجام شده امکان ساخت این دست نیروگاه‌ها در مناطق مستعد دیگری نیز مانند دامنه کوه تفتان و مناطق سهند و سبلان وجود دارد.